# Baltar

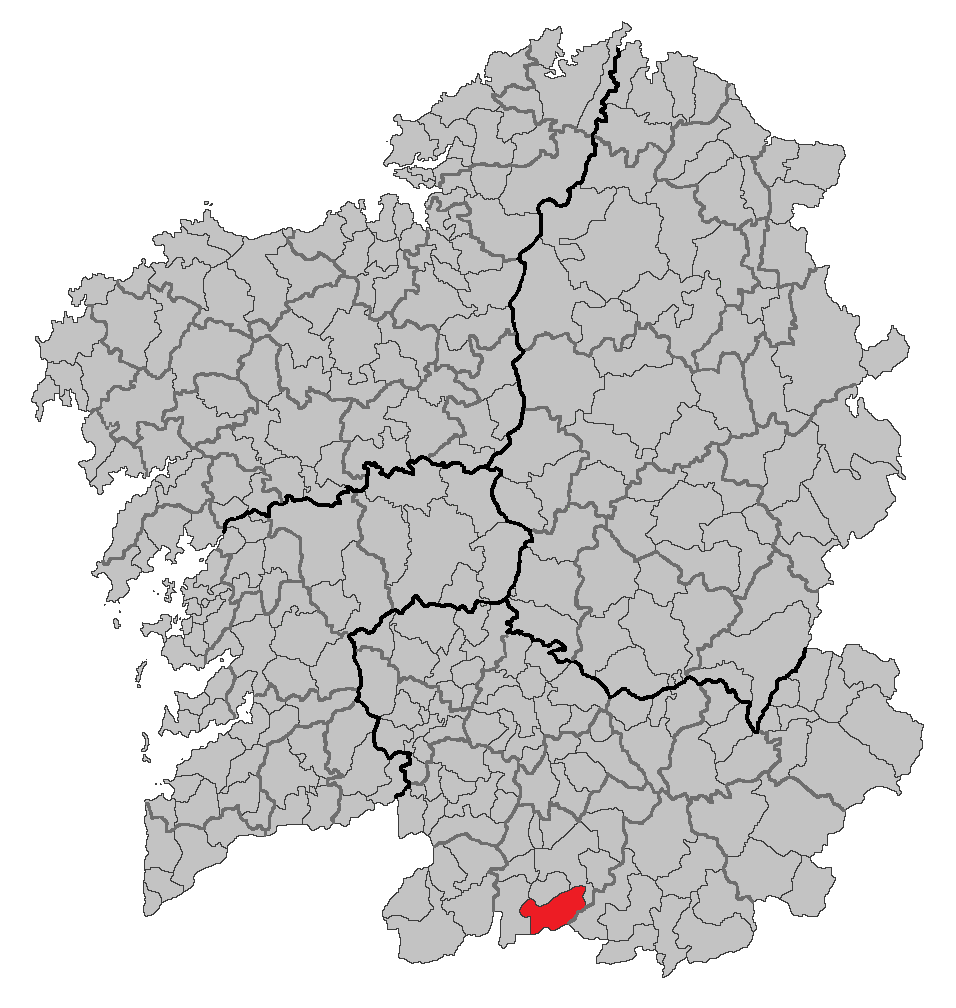
Vị trí trong Ourense ở Galicia

Baltar là một đô thị trong tỉnh Ourense, thuộc vùng Galicia ở tây bắc Tây Ban Nha. 
Dân số năm 2007 là 1.126 người theo dân số điều tra dân số, (1189 người năm 2003).
Baltar nằm trong một thung lũng núi Montecelo và dãy núi Sierra de Boullosa nam Larouco, ở độ cao 1.300 m, tạo thành biên giới tự nhiên với Bồ Đào Nha. Thị trấn được cấp nước bởi hai nhánh của sông Lima, sông và sông Salas. Đất đai ở đây gồm đá granit, cát. Có rừng lá và cây lá kim ở các thung lũng.
Nhiệt độ trung bình hàng năm 10 °C và lượng mưa thấp (từ 25 đến 125 mm).